# نظرية التعاطف والتنظيم
نظرية التعاطف والتنظيم (E–S) هي نظرية حول الأساس النفسي للتوحد والاختلافات العصبية بين الجنسين، وقد قدمها في الأصل عالم النفس السريري سيمون بارون كوهين. تصنف النظرية الأفراد بناءً على قدراتهم في التفكير التعاطفي (E) والتفكير المنظم (S). تحاول النظرية تفسير أعراض التواصل والاجتماعية في اضطرابات طيف التوحد على أنها عجز وتأخر في التعاطف مصحوبًا بقدرة سليمة أو متفوقة في تنظيم النظم.
وفقًا لبارون كوهين، تم اختبار نظرية E–S باستخدام مقياس التعاطف (EQ) ومقياس تنظيم النظم (SQ)، اللذين طورهما هو وزملاؤه، وتولد النظرية خمسة أنواع مختلفة من "الدماغ" اعتمادًا على وجود أو عدم وجود اختلافات بين درجاتهم في E أو S. تظهر ملفات E–S أن الملف E>S أكثر شيوعًا لدى الإناث منه لدى الذكور، والملف S>E أكثر شيوعًا لدى الذكور منه لدى الإناث. يؤكد بارون كوهين وشركاؤه أن نظرية E–S هي مؤشر أفضل من الجنس للتنبؤ بمن يختار مواد STEM.
تم توسيع نظرية E–S إلى نظرية الدماغ الذكوري المتطرف (EMB) للتوحد ومتلازمة أسبرجر، والتي ترتبط في نظرية E–S بانخفاض التعاطف عن المتوسط وقدرة متوسطة أو أعلى من المتوسط في تنظيم النظم.
تم التشكيك في دراسات بارون كوهين ونظريته على أسس متعددة. على سبيل المثال، وجدت دراسة عام 1998 حول التوحد أن الإفراط في تمثيل المهندسين قد يعتمد على الحالة الاجتماعية والاقتصادية بدلاً من الاختلافات في E-S.

## التاريخ
تم تطوير نظرية E–S من قبل عالم النفس سيمون بارون كوهين في عام 2002، كإعادة تصور للاختلافات المعرفية بين الجنسين في عموم السكان. تم ذلك في محاولة لفهم سبب ظهور الصعوبات المعرفية في التوحد في المجالات التي يقول إن الإناث يتفوقن فيها في المتوسط على الذكور، بالإضافة إلى سبب ظهور نقاط القوة المعرفية في التوحد في المجالات التي يتفوق فيها الذكور في المتوسط على الإناث. في الفصل الأول من كتابه الصادر عام 2003 بعنوان الفرق الأساسي، يناقش الكتاب الأكثر مبيعًا الرجال من المريخ والنساء من الزهرة، الذي كتبه جون جراي في عام 1992، ويقول: "إن الرأي القائل بأن الرجال من المريخ والنساء من الزهرة يصور الاختلافات بين الجنسين على أنها متطرفة للغاية. الجنسان مختلفان، لكنهما ليسا مختلفين لدرجة أننا لا نستطيع فهم بعضنا البعض." صدرت الطبعة الثانية من الفرق الأساسي في عام 2009.
تناقش طبعة 2003 من الفرق الأساسي مصدرين مختلفين للإلهام لنظرية E-S لبارون كوهين. المصدر الأول هو إبستمولوجي مع عدد من التأثيرات بما في ذلك التاريخية والفصل الألماني بين erklären والفهم، الذي وصفه فيلهلم فيندلباند على أنه الطرق العلمية والوصفية. كان هذا جزءًا من نزاع الوضعية في ألمانيا من 1961 إلى 1969 حيث اختلفت العلوم الإنسانية والعلوم الطبيعية حول كيفية إجراء العلوم الاجتماعية. المصدر الثاني للإلهام كان تفسير الجوهرية الجنسية من كتاب تشارلز داروين المؤثر أصل الإنسان. وفقًا للغارديان فيما يتعلق بإصدار عام 2003:
قبل تطوير نظرية E-S، كان بارون كوهين قد اقترح ودرس سابقًا نظرية عمى العقل في عام 1990، والتي اقترحت تفسيرًا متجانسًا للتوحد على أنه ناتج عن نقص في نظرية العقل، أو تأخر في تطور نظرية العقل خلال الطفولة. نظرية العقل هي القدرة على نسب الحالات العقلية لأنفسهم أو للآخرين. يمكن لنظرية عمى العقل تفسير صعوبات التواصل والاجتماعية، لكنها لم تستطع تفسير السمات الرئيسية الأخرى للتوحد بما في ذلك الاهتمامات الضيقة بشكل غير عادي والسلوكيات المتكررة للغاية. تم رفض نظرية عمى العقل لاحقًا إلى حد كبير من قبل الأوساط الأكاديمية استجابةً لأدلة قوية على تغاير التوحد، على الرغم من وجود بعض المؤيدين في الأوساط الأكاديمية بما في ذلك بارون كوهين اعتبارًا من مارس 2011.

## البحث
وفقًا لبارون كوهين، سجلت الإناث في المتوسط درجات أعلى في مقاييس التعاطف بينما سجل الذكور في المتوسط درجات أعلى في مقاييس تنظيم النظم. تم العثور على ذلك باستخدام نسخ الأطفال والمراهقين من مقياس التعاطف (EQ) ومقياس تنظيم النظم (SQ)، والتي يتم ملؤها من قبل الآباء حول أطفالهم/مراهقيهم، وعلى النسخة الذاتية من EQ وSQ لدى البالغين.
يقول بارون كوهين وشركاؤه إن الاختلافات الجنسية المتشابهة في المتوسط تم العثور عليها باستخدام اختبارات أداء التعاطف مثل مهام التعرف على تعبيرات الوجه العاطفية وعلى اختبارات أداء تنظيم النظم مثل مقاييس التفكير الميكانيكي أو "الفيزياء البديهية". كما جادل بأن هذه الاختلافات الجنسية ليست فقط بسبب التنشئة الاجتماعية. في مقال نشر عام 2018 في وقائع الأكاديمية الوطنية للعلوم في الولايات المتحدة الأمريكية، أظهر فريق بارون كوهين متانة النظرية على عينة من نصف مليون فرد.

## التستوستيرون الجنيني
بينما تساهم التجربة والتنشئة الاجتماعية في الاختلافات الجنسية الملاحظة في التعاطف وتنظيم النظم، يقترح بارون كوهين وزملاؤه أن البيولوجيا تلعب أيضًا دورًا. أحد العوامل البيولوجية المرشحة التي تؤثر على E وS هو التستوستيرون الجنيني (FT). ترتبط مستويات FT بشكل إيجابي مع درجات مقياس تنظيم النظم وترتبط بشكل سلبي مع درجات مقياس التعاطف ظهر مجال جديد من البحث للتحقيق في دور مستويات التستوستيرون في التوحد. أظهر البحث الارتباطي أن ارتفاع معدلات التستوستيرون كان مرتبطًا بمعدلات أعلى من سمات التوحد، ومعدلات أقل من التواصل البصري، ومعدلات أعلى من الحالات الطبية الأخرى. علاوة على ذلك، أظهرت الدراسات التجريبية أن تغيير مستويات التستوستيرون يؤثر على أداء المتاهة في الفئران، مما له آثار على الدراسات البشرية. تفترض نظريات التستوستيرون الجنيني أن مستوى التستوستيرون في الرحم يؤثر على تطور هياكل الدماغ ذات الشكل الجنسي، مما يؤدي إلى اختلافات جنسية وسمات توحدية في الأفراد.
أجرى بارون كوهين وزملاؤه دراسة في عام 2014 باستخدام 19,677 عينة من السائل الأمنيوسي لإظهار أن الأشخاص الذين سيصابون لاحقًا بالتوحد لديهم مستويات مرتفعة من الهرمونات الستيرويدية الجنينية، بما في ذلك التستوستيرون.

## التفسيرات التطورية للاختلافات بين الجنسين
يقدم بارون كوهين عدة تفسيرات محتملة من علم النفس التطوري لهذا الاختلاف بين الجنسين. على سبيل المثال، يقول إن التعاطف الأفضل قد يحسن رعاية الأطفال، وأن التعاطف الأفضل قد يعزز أيضًا الشبكة الاجتماعية للنساء مما قد يساعد بطرق مختلفة في رعاية الأطفال. من ناحية أخرى، يقول إن تنظيم النظم قد يساعد الذكور ليصبحوا صيادين جيدين ويزيد من مكانتهم الاجتماعية من خلال تحسين الملاحة المكانية وصنع واستخدام الأدوات.

## نظرية الدماغ الذكوري المتطرف للتوحد
قاد عمل بارون كوهين في تنظيم النظم والتعاطف إلى التحقيق فيما إذا كانت المستويات المرتفعة من التستوستيرون الجنيني تفسر زيادة انتشار اضطرابات طيف التوحد بين الذكور في نظريته المعروفة باسم "نظرية الدماغ الذكوري المتطرف" للتوحد. تلخيص اقتراحاته في مراجعة لكتابه The Essential Difference المنشورة في Nature عام 2003 هو: "الدماغ الذكوري مبرمج لتنظيم النظم والدماغ الأنثوي للتعاطف ... متلازمة أسبرجر تمثل الدماغ الذكوري المتطرف".
قام بارون كوهين وزملاؤه بتوسيع نظرية E–S إلى نظرية الدماغ الذكوري المتطرف للتوحد، التي تفترض أن التوحد يظهر تطرفًا في النمط الذكوري النموذجي. تقسم هذه النظرية الناس إلى خمس مجموعات:
- النوع E، حيث يكون التعاطف أعلى بشكل ملحوظ من تنظيم النظم (E > S).
- النوع S، حيث يكون تنظيم النظم أعلى بشكل ملحوظ من التعاطف (S > E).
- النوع B (المتوازن)، حيث يكون التعاطف مساويًا لتنظيم النظم (E = S).
- النوع E المتطرف، حيث يكون التعاطف أعلى من المتوسط ولكن تنظيم النظم أقل من المتوسط (E ≫ S).
- النوع S المتطرف، حيث يكون تنظيم النظم أعلى من المتوسط ولكن التعاطف أقل من المتوسط (S ≫ E).

يقول بارون كوهين إن اختبارات نموذج E–S تظهر أن ضعف عدد الإناث مقارنة بالذكور هم من النوع E وضعف عدد الذكور مقارنة بالإناث هم من النوع S. 65% من الأشخاص الذين يعانون من اضطرابات طيف التوحد هم من النوع S المتطرف. تم اقتراح مفهوم الدماغ من النوع E المتطرف؛ ومع ذلك، تم إجراء القليل من الأبحاث حول هذا النمط الدماغي.
بالإضافة إلى البحث باستخدام EQ وSQ، وجدت عدة اختبارات أخرى مماثلة أيضًا اختلافات بين الإناث والذكور وأن الأشخاص المصابين بالتوحد أو متلازمة أسبرجر يسجلون في المتوسط بشكل مشابه ولكن أكثر تطرفًا من الذكور العاديين. على سبيل المثال، يوفر نموذج الاختلافات الدماغية نظرة عامة واسعة على الاختلافات بين الجنسين التي يتم تمثيلها في الأفراد المصابين بالتوحد، بما في ذلك هياكل الدماغ ومستويات الهرمونات.
وجدت بعض الدراسات، ولكن ليس جميعها، أن مناطق الدماغ التي تختلف في الحجم المتوسط بين الذكور والإناث تختلف أيضًا بشكل مشابه بين الأشخاص المصابين بالتوحد وغير المصابين به.
وجد بحث بارون كوهين حول أقارب الأشخاص المصابين بمتلازمة أسبرجر والتوحد أن آباءهم وأجدادهم لديهم احتمالية مضاعفة ليكونوا مهندسين مقارنة بعموم السكان. وجدت دراسة متابعة أجراها ديفيد أ. روث وكريستوفر جارولد أعدادًا غير متناسبة من الأطباء والعلماء والمحاسبين كآباء لأطفال مصابين بالتوحد، بينما "العمال اليدويين المهرة وغير المهرة أقل شيوعًا كآباء مما كان متوقعًا". افترضوا أن هذا التمثيل الزائد للعلوم والمحاسبة بين آباء الأطفال المصابين بالتوحد قد يكون بسبب تحيز في العينة. تمت الإشارة إلى نتيجة مماثلة لبارون كوهين في كاليفورنيا باسم ظاهرة وادي السيليكون، حيث يعمل جزء كبير من السكان في المجالات التقنية، ويقول إن معدلات انتشار التوحد أعلى بعشر مرات من المتوسط في الولايات المتحدة.[بحاجة لمصدر] تشير هذه البيانات إلى أن الجينات والبيئة يلعبان دورًا في انتشار التوحد، وبالتالي فإن الأطفال الذين لديهم آباء مهتمون بالتقنية هم أكثر عرضة لتشخيصهم بالتوحد.
تم اقتراح احتمال آخر يدور حول منظور الدماغ الذكوري المتطرف. كان المنظرون الاجتماعيون يتحققون من مفهوم أن الإناث لديهن عوامل وقائية ضد التوحد من خلال امتلاكهم لمهارات لغوية أكثر تطورًا ومهارات تعاطف أكبر. تتحدث الفتيات في وقت أبكر ويستخدمون اللغة أكثر من نظرائهن الذكور، وغياب هذه المهارة يترجم إلى العديد من أعراض التوحد، مما يوفر تفسيرًا آخر للتباين في الانتشار.

### تطور هياكل الدماغ
تفترض نظرية التستوستيرون الجنيني أن المستويات المرتفعة من التستوستيرون في السائل الأمنيوسي للأمهات تدفع تطور الدماغ نحو تحسين القدرة على رؤية الأنماط وتحليل الأنظمة المعقدة مع تقليل التواصل والتعاطف، مما يؤكد على السمات "الذكورية" بدلاً من "الأنثوية"، أو بمصطلحات نظرية E–S، يؤكد على "تنظيم النظم" بدلاً من "التعاطف". تنص هذه النظرية على أن التستوستيرون الجنيني يؤثر على تطور هياكل معينة في الدماغ، وأن هذه التغييرات ترتبط بالسمات السلوكية التي تُرى لدى المصابين بالتوحد. بشكل عام، يكون لدى الذكور مستويات أعلى من التستوستيرون الجنيني مما يساهم في تطور دماغهم بهذه الطريقة الخاصة.
تقترح نظرية الدماغ الذكوري المتطرف (EMB)، التي قدمها بارون كوهين، أن أدمغة المصابين بالتوحد تُظهر تضخيمًا في السمات المرتبطة بأدمغة الذكور. هذه السمات تشمل بشكل رئيسي الحجم والاتصال، حيث يكون لدى الذكور بشكل عام دماغ أكبر مع المزيد من المادة البيضاء، مما يؤدي إلى زيادة الاتصال في كل نصف كرة دماغية. يُرى هذا بشكل مبالغ فيه في أدمغة المصابين باضطراب طيف التوحد (ASD). هناك انخفاض في الجسم الثفني لدى الأشخاص المصابين باضطراب طيف التوحد. تم العثور على أن الأفراد المصابين باضطراب طيف التوحد لديهم تشوهات واسعة النطاق في الاتصال بين مناطق معينة في الدماغ. يمكن أن يفسر هذا النتائج المختلفة في اختبارات التعاطف بين الرجال والنساء وكذلك النقص في التعاطف الذي يُرى في اضطراب طيف التوحد، حيث يتطلب التعاطف تنشيط عدة مناطق في الدماغ تحتاج إلى معلومات من العديد من المناطق المختلفة في الدماغ. مثال آخر على كيفية تأثير هياكل الدماغ على اضطراب طيف التوحد هو النظر في الحالات التي لا يتطور فيها الجسم الثفني بشكل كامل (عدم تخلق الجسم الثفني). تم العثور على أن التوحد يتم تشخيصه بشكل شائع لدى الأطفال الذين لا يتطور لديهم الجسم الثفني بشكل كامل (45% من الأطفال الذين يعانون من عدم تخلق الجسم الثفني). مثال آخر على هياكل الدماغ المرتبطة باضطراب طيف التوحد هو أن الأطفال المصابين باضطراب طيف التوحد يميلون إلى امتلاك لوزة دماغية أكبر، وهذا مثال آخر على كونها نسخة متطرفة من الدماغ الذكوري الذي يتمتع بشكل عام بلوزة دماغية أكبر.

### تأثير الاختلافات الدماغية على الإدراك الاجتماعي والتواصل
أظهرت الدراسات أن هذه الاختلافات الدماغية لها تأثير على الإدراك الاجتماعي والتواصل. كما تم ربط المستويات المرتفعة من التستوستيرون الجنيني بسلوكيات مرتبطة بالتوحد، مثل التواصل البصري. وجدت الدراسات التي تبحث في العلاقة بين مستويات التستوستيرون قبل الولادة وسمات التوحد أن المستويات المرتفعة مرتبطة بسمات مثل انخفاض التواصل البصري. هذه السمات كانت موجودة في كلا الجنسين. يشير هذا إلى أن التستوستيرون الجنيني (fT) هو سبب الاختلافات بين الجنسين في الدماغ وأن هناك صلة بين مستويات fT واضطراب طيف التوحد (ASD). بشكل عام، تمتلك الإناث المصابات بالتوحد معدلًا أعلى من الحالات الطبية المرتبطة بمستويات الأندروجين المرتفعة، وكل من الذكور والإناث المصابين بالتوحد لديهم مستويات أندروجين أعلى من المتوسط. الذكور لديهم مستويات أعلى من fT بشكل طبيعي، مما يعني أن التغيير المطلوب في مستويات الهرمون للوصول إلى نقطة عالية بما يكفي لإحداث التغييرات التنموية المرئية في التوحد يكون أقل. هذا سبب محتمل لتفشي التوحد بين الذكور.

### التعاطف المعرفي مقابل التعاطف العاطفي
يمكن تقسيم التعاطف إلى مكونين رئيسيين:
- التعاطف المعرفي (يُسمى أيضًا 'التعقل')، وهو القدرة على فهم الحالة العقلية للآخر؛
- التعاطف العاطفي، وهو القدرة على الاستجابة عاطفيًا للحالات العقلية للآخر. يمكن تقسيم التعاطف العاطفي إلى الضيق الشخصي (مشاعر عدم الراحة والقلق التي تركز على الذات استجابة لمعاناة الآخر) والاهتمام التعاطفي (التعاطف تجاه الآخرين الذين يعانون).[50][51]

وجدت الدراسات أن الأفراد المصابين باضطراب طيف التوحد (ASD) يبلغون عن مستويات أقل من الاهتمام التعاطفي، ويظهرون استجابات أقل أو معدومة لمواساة شخص يعاني، ويبلغون عن مستويات متساوية أو أعلى من الضيق الشخصي مقارنة بالمجموعات الضابطة. قد يؤدي الجمع بين انخفاض الاهتمام التعاطفي وزيادة الضيق الشخصي إلى الانخفاض العام في التعاطف لدى المصابين باضطراب طيف التوحد.
تشير الدراسات أيضًا إلى أن الأفراد المصابين باضطراب طيف التوحد قد يعانون من ضعف في نظرية العقل، والتي تتضمن القدرة على فهم وجهات نظر الآخرين. غالبًا ما يتم استخدام مصطلحات "التعاطف المعرفي" و"نظرية العقل" بالتبادل، ولكن بسبب نقص الدراسات التي تقارن نظرية العقل مع أنواع التعاطف، من غير الواضح ما إذا كانت هذه المصطلحات متكافئة. من الجدير بالذكر أن العديد من التقارير حول عجز التعاطف لدى الأفراد المصابين بمتلازمة أسبرجر تستند في الواقع إلى ضعف في نظرية العقل.
جادل بارون كوهين بأن الاعتلال النفسي يرتبط بالتعاطف المعرفي السليم ولكن مع انخفاض التعاطف العاطفي، في حين أن اضطراب طيف التوحد يرتبط بانخفاض كل من التعاطف المعرفي والعاطفي.

## الانتقادات
تعرضت نظرية التعاطف–تنظيم النظم لانتقادات من وجهات نظر مختلفة.
في مراجعة عام 2004 لكتاب بارون كوهين الفرق الأساسي، وصف الفيلسوف نيل ليفي الكتاب بأنه "مخيب للآمال" مع "مفهوم سطحي للذكاء"، واستنتج أن الادعاءات الرئيسية لبارون كوهين حول عمى العقل وتنظيم النظم–التعاطف هي "في أحسن الأحوال، مشكوك فيها".
في مقال عام 2011 في مجلة تايم، كتبت الصحفية والكاتبة جوديث وارنر أن بارون كوهين "تاه بشكل كبير في منطقة محفوفة بالمخاطر في عام 2003، عندما نشر كتاب الفرق الأساسي، الذي وصف التوحد بأنه مظهر من مظاهر الدماغ الذكوري المتطرف—الذي 'مُبرمج بشكل أساسي لفهم وبناء الأنظمة'، على عكس الدماغ الأنثوي الذي 'مُبرمج بشكل أساسي للتعاطف'—وانتهى به الأمر في الجانب الخاطئ من النقاش حول العلم والاختلافات بين الجنسين."

في مراجعة لكتاب عام 2003 نُشرت في مجلة نيتشر، أعربت عالمة الأحياء البشرية جويس إف بينيسن عن اهتمامها الشديد بنتائج بارون كوهين حول تنظيم النظم، لكنها شككت في الفرق السلبي النسبي في التعاطف لدى الذكور:
"فكرة أن الذكور أكثر اهتمامًا بتنظيم النظم من الإناث تستحق النظر الجدي ... إنها بلا شك فكرة جديدة ومثيرة للاهتمام من المرجح أن تولد مجموعة غنية من الأدبيات التجريبية عند اختبار خصائصها. الجزء الثاني من النظرية—أن الإناث أكثر تعاطفًا من الذكور—هو أكثر إشكالية ... ومع ذلك، تظهر مقاييس أخرى أن الذكور يتمتعون بمهارات اجتماعية عالية."

انتقد آخرون مقياسي EQ وSQ الأصليين، اللذين يشكلان معظم الأساس البحثي وراء مفاهيم التعاطف وتنظيم النظم. كلا المقياسين يقيسان أكثر من عامل واحد، وتوجد اختلافات بين الجنسين فقط في بعض العوامل. في مقال عام 2003 في وول ستريت جورنال، كتب روبرت ماكغوف عن ردود الفعل على النظرية من قبل عالمة الأعصاب وطبيبة الأطفال إيزابيل رابين وعالمة النفس هيلين تاغر فلوسبرغ:
إيزابيل رابين ... تجد نظرية الدكتور بارون كوهين "مثيرة للاهتمام" لكنها تضيف أنها "لا تفسر بعض السمات العصبية العديدة للاضطراب، مثل الأعراض الحركية [مثل الحركات المتكررة والخرق]، مشاكل النوم أو النوبات." يقلق آخرون من أن مصطلح "الدماغ الذكوري المتطرف" يمكن أن يُساء فهمه. غالبًا ما يرتبط الذكور بـ"صفات مثل العدوانية"، تقول هيلين تاجر-فلوسبرغ ... "ما هو خطير هو أن هذا هو الاستنتاج الذي سيصل إليه الناس: أوه، هؤلاء هم ذكور متطرفون."

تشير بعض الأبحاث حول تنظيم النظم والتعاطف في مراحل الحياة المبكرة إلى أن الأولاد والبنات يتطورون بطرق متشابهة، مما يثير الشكوك حول نظرية الاختلافات بين الجنسين في هذه المجالات. أسلوب معرفي يعارض التعاطف بشكل طبيعي، والذي أُطلق عليه اسم المكيافيلية، يؤكد على المصلحة الذاتية وقد أظهر ارتباطًا قويًا بالتنافسية. تتنبأ النظرية التطورية بأن الذكور النموذجيين سيكونون أكثر تنافسية من الإناث النموذجيات. في المقابل، أظهرت الأبحاث عمومًا وجود ارتباط سلبي ضعيف بين التعاطف وتنظيم النظم. (من الجدير بالذكر أن الارتباط الضعيف بين التعاطف وتنظيم النظم سيدعم التعامل معهما كمتغيرات مستقلة، أي كأبعاد شخصية متميزة، كل منها قد يرتبط أو لا يرتبط بالجنس البيولوجي أو الجنس المفضل للفرد.)
تعرضت نظرية "الدماغ الذكوري المتطرف" أيضًا لانتقادات، حيث قال النقاد إن الاختبارات التي تقف وراء هذه النظرية تعتمد على الصور النمطية الجنسية وليس على العلم الصارم. تقول عالمة النفس والباحثة الرائدة في مجال التوحد كاثرين لورد إن النظرية تعتمد على "تفسيرات خاطئة" للبيانات التنموية. ادعى الطبيب النفسي ديفيد إتش سكوس أن الاختلافات في التواصل بين الجنسين من المرجح أن تكون صغيرة. يقول الطبيب النفسي منغ تشوان لاي إن نتائج الدراسة لم يتم تكرارها.
كتبت ليزي بوخين، الصحفية العلمية في قسم الأخبار بمجلة Nature، في عام 2011 أنه نظرًا لأن عمل بارون كوهين ركز على الأفراد ذوي الأداء العالي المصابين باضطرابات طيف التوحد، فإن عمله يتطلب تكرارًا مستقلًا مع عينات أوسع. بمحاكاة تحذيرات هيلين تاغر فلوسبرغ عام 2003، أضافت بوخين أن ذلك قد يؤدي إلى وجهات نظر تمييزية مؤذية تجاه الأطفال المصابين بالتوحد "بعض النقاد منزعجون أيضًا من تاريخ بارون كوهين في طرح النظريات التي تتصدر العناوين—خاصة النظرية التي تقول إن التوحد هو حالة دماغ ذكوري متطرف. يقلقون من أن نظريته حول الآباء ذوي العقلية التقنية قد تعطي الجمهور أفكارًا خاطئة، بما في ذلك الانطباع بأن التوحد مرتبط بكون الشخص 'مهووسًا بالتقنية'." في مقال عام 2003 في ذا سبيكتاتور [الإنجليزية]، كتب الفيلسوف هيو لوسون-تانكريد "التركيز على نهج الذكورة المتطرفة يرجع بلا شك إلى حقيقة أن بارون كوهين يعمل بشكل رئيسي مع حالات التوحد عالي الأداء ومتلازمة أسبرجر."
كأساس لنظريته، استشهد بارون كوهين بدراسة أجريت على الأطفال حديثي الولادة حيث نظر الأولاد لفترة أطول إلى جسم بينما نظرت الفتيات لفترة أطول إلى شخص. ومع ذلك، وجدت مراجعة إليزابيث سبيلك عام 2005 للدراسات التي أجريت على الأطفال الصغار جدًا عدم وجود اختلافات ثابتة بين الأولاد والبنات. أظهرت الأبحاث اللاحقة أنه قد يكون هناك بالفعل اختلاف بين الجنسين بين الذكور والإناث، ولكن الذكور نظروا في الواقع إلى الوجوه البشرية أكثر من الإناث في المتوسط. أشار برنامج بحثي مدعوم من الاتحاد الأوروبي هوريزون 2020 في أبحاث الدماغ والتوحد إلى عوامل وراثية، مؤكدًا على وجود اختلافات فردية في تفضيلات الأطفال للأشياء أو البشر ولكن لم يؤكد على وجود اختلاف بين الجنسين.
في كتابها الصادر عام 2010 بعنوان أوهام الجنس [الإنجليزية]، أشارت كورديليا فاين إلى آراء بارون كوهين كمثال على "العصبية الجنسية". كما انتقدت بعض الأعمال التجريبية التي استشهد بها بارون كوهين لدعم آرائه باعتبارها معيبة منهجيًا.
في كتابها الصادر عام 2017 بعنوان أدنى، انتقدت الصحفية العلمية أنجيلا سايني أبحاث كوهين، قائلة إنه بالغ في أهمية نتائجه، وأن الدراسة التي أجراها على الأطفال والتي اعتمد عليها في الكثير من أبحاثه لم يتم تكرارها بنجاح، وأن دراساته حول مستويات التستوستيرون الجنيني لم تقدم أدلة على نظرياته.
انتقدت عالمة الأعصاب جينا ريبون نظريات بارون كوهين في كتابها الصادر عام 2019 بعنوان The Gendered Brain: The new neuroscience that shatters the myth of the female brain. في حديثها عام 2020، أطلقت على كتابه الفرق الأساسي اسم "القمامة العصبية"، ووصفت أساليب بحثه بأنها "ضعيفة". كما جادلت ريبون ضد استخدام مصطلحات "ذكوري" و"أنثوي" لوصف أنواع مختلفة من الأدمغة التي لا تتوافق مع الأجناس. في مراجعة لعملها في مجلة نيتشر، دعمت عالمة الأعصاب ليز إليوت وجهة نظر ريبون، وكتبت "إن البحث عن الفروق بين الذكور والإناث داخل الجمجمة هو درس في ممارسات البحث السيئة".

## روابط خارجية
- 20-Question Online EQ/SQ test (University of Cambridge)
- Online version of the EQ and SQ tests
- Baron-Cohen, Simon — The Male Condition The New York Times, 8 August 2005
- Baron-Cohen, Simon — They just can't help it The Guardian, 17 April 2003
- Kunzig, Robert — Autism: What's Sex Got to Do with It? Psychology Today, 1 January 2004